# Ayyanahalli, Hospet
Ayyanahalli là một làng thuộc tehsil Hospet, huyện Bellary, bang Karnataka, Ấn Độ.